# Antic latgalià
|  | Per a altres significats, vegeu «latgalià». |

L'antic latgalià era l'idioma parlat pels latgalians en una gran part de la zona que actualment és Letònia. El latgalià era un membre dels idiomes del grup bàltic dins la família de l'indoeuropeu. Històricament l'idioma letó deriva del latgalià (amb addicions de pocs altres idiomes, per exemple el curonià antic, el semigal·lià i el livonià).